# Mikenewita
La mikenewita és un mineral de la classe dels òxids. Rep el nom en honor de Mike New (24 d'octubre de 1943 - 23 de juliol de 2022), un comerciant de minerals de Tucson (Arizona, Estats Units).

## Característiques
La mikenewita és un sulfit de fórmula química Mn²⁺(S⁴⁺O₃)·3H₂O. Va ser aprovada com a espècie vàlida per l'Associació Mineralògica Internacional l'any 2022, sent publicada l'any següent. Cristal·litza en el sistema monoclínic.
Les mostres que van servir per a determinar l'espècie, el que es coneix com a material tipus, es troben conservades al Museu Mineral de la Universitat d'Arizona, a Tucson (Arizona), amb el número de catàleg: 22724, i al projecte RRUFF, amb el número de mostra: r210021.

## Formació i jaciments
Va ser descoberta a la xemeneia San Judas de la mina Ojuela, situada al municipi de Mapimí (Durango, Mèxic). Aquesta mina mexicana és l'únic indret de tot el planeta on ha estat descrita aquesta espècie mineral.